# Polyrhachis auriformis
Polyrhachis auriformis é uma espécie de formiga do gênero Polyrhachis, pertencente à subfamília Formicinae.